# Степанов, Пётр Иванович
Пётр Иванович Степанов (1 марта 1812 — 1 марта 1876) — русский писатель-беллетрист, юрист, военный деятель.

## Биография
Родился 1 марта 1812 года, в Московской губернии, воспитывался в Благородном пансионе при Московском университете (одноклассник М. Лермонтова), где и окончил курс уже после его преобразования в 1-ю московскую гимназию (1831).
Поступил в канцелярию московского военного генерал-губернатора князя Д. В. Голицына. Сначала был старшим помощником столоначальника, с 1839 года — помощником управляющего секретным отделом канцелярии, где занимался повторным расследованием судебных дел по жалобам на судебные ошибки. В 1843 году занял должность судьи московского надворного суда.
В феврале 1850 года уволен со службы и предан военному суду за растрату казённых денег. Есть версия, что растрату на самом деле совершил казначей суда, тоже Степанов по фамилии, но, хотя это и было выяснено в ходе служебного дознания, московский военный генерал-губернатор А. А. Закревский не захотел переписывать свой доклад царю. В 1854 году лишён чина и прав состояния и отправлен рядовым в Днепровский пехотный полк для участия в обороне Севастополя. В 1855 году награждён Знаком отличия ордена святого Георгия и произведён в унтер-офицеры, затем в прапорщики. С марта 1856 года был ординарцем у генерала Хрулёва. По окончании военных действий написал записки о Севастопольской обороне (изданы посмертно в 1905 году), в которых показал злоупотребления, воровство и распри среди военачальников. С мая по ноябрь 1856 года — адъютант Хрулёва. Был в это время на Кавказе, участвовал в переговорах с Турцией о возвращении Карса. В 1858 году зачислен в резерв и произведён в подпоручики, в 1859 году уволен в отставку и переехал с семьёй в Петербург.
С 1860 года служил начальником станций Варшавской железной дороги, с 1869 года — правительственным комиссаром при Главной инспекции частных железных дорог в Министерстве путей сообщения. В 1865 году ему возвращено дворянство. В 1870 году получил разрешение вступить на гражданскую службу в Департамент железных дорог.
Степанов был волне известным писателем того времени, и написал многочисленные произведения, в том числе и драматические.
Умер Степанов 1 марта 1876 года.

## Избранные произведения
Стал одним из зачинателей жанра «записок следователя», который повлиял на становление уголовного романа в России. Объединены в сборник под названием «Правые и виноватые» в 1869 году, в двух томах.
- «Кабала» («Неделя», 1865 г., № 1—6)
- «Подневольный брак» (1862)
- «Хотели предать суду и воле Божией» (1862)
- «Киндюшка» (1862)
- «Без ножа зарезали» (1862)
- «Сиделец» (1862)
- «Родимая сторонка» (отдельно в «Библиотека для Чтения», 1863 г., № 3)
- «Кровная обида» (там же, 1865 г., № 5—6),
- «На пьедестале» («Отечественные Записки», 1866 г., № 2)

### Драматические произведения
- «Дележка», "Любишь кататься, люби и саночки возить
- «Старшина», опыт бытовой драмы, («Библиотека для Чтения», 1865 г., № 7, 8)
- «Сиротские слезы»
- «Голубой муж»
- «На то и щука в море, чтобы карась не дремал»